# Волковицкий, Олег Александрович
Олег Александрович Волковицкий (27 февраля 1927 года, Курск, РСФСР, СССР — 4 мая 1996 года) — учёный-геофизик, доктор физико-математических наук, профессор, Заслуженный деятель науки РСФСР, лауреат Премии Совета Министров СССР. Действительный член РАЕН.

## Биография
Родился 27 февраля 1927 года в Курске. В 1947 году окончил с отличием Воронежский авиационный техникум, в 1952 году — Воронежский университет, физико-математический факультет по специальности «Механика». В 1952-1958 годах работал на предприятиях электронной промышленности.
В 1958 году перешёл на научную работу в Обнинский филиал Института прикладной физики (позднее — Институт экспериментальной метрологии, НПО «Тайфун»), где работал младшим научным сотрудником и заведующим лабораторией, с 1970 года был заведующим отделом моделирования процессов в облаках. В 1990—1996 годах был генеральным директор НПО «Тайфун».
Доктор физико-математических наук, профессор (1982). Автор исследований в области физики облаков и оптики атмосферы. Автор 17 изобретений, двух монографий.

## Награды
Заслуженный деятель науки РСФСР (1991). Лауреат Премии Совета Министров СССР 1985 года. Награждён Почетной грамотой Президиума Верховного Совета РСФСР (1971). 

## Сочинения
- Распространение интенсивного лазерного излучения в облаках. Олег Александрович Волковицкий, Юрий Степанович Седунов, Леонид Павлович Семенов. Гидромереоиздат, 1982 — Всего страниц: 311